# Jirō Kawasaki

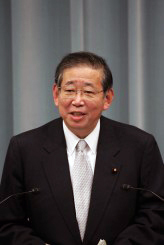
Jirō Kawasaki, 2005

Jirō Kawasaki (jap. 川崎 二郎 Kawasaki Jirō; * 15. November 1947 in Iga, Präfektur Mie) ist ein japanischer Politiker der Liberaldemokratischen Partei (LDP), ehemaliger Abgeordneter im Shūgiin, dem Unterhaus der Kokkai, und ehemaliger Verkehrs- und Sozialminister. Innerparteilich gehörte er zuletzt zur Tanigaki-Gruppe (vormals Tanigaki-Faktion).
Kawasaki arbeitete nach seinem Studienabschluss an der Keiō-Universität zunächst für Matsushita Denki Sangyō (Panasonic). Bei der Shūgiin-Wahl 1979 kandidierte er im Fünfmandatswahlkreis Mie 1 für den Sitz seines im Vorjahr verstorbenen Vaters, erhielt aber nur den sechsthöchsten Stimmenanteil. Bei den Neuwahlen 1980 erreichte er Platz drei und zog ins Shūgiin ein. 1983 erneut abgewählt wurde er ab 1986 insgesamt elfmal wiedergewählt, ab 1996 im neu geschaffenen Einzelwahlkreis Mie 1; 1996 und 2009 konnte er allerdings nur über den Verhältniswahlblock Tōkai einen Sitz im Shūgiin behaupten. Zur Wahl 2017 verlor Mie einen Wahlkreis und Kawasaki wechselte in den neu zugeschnittenen Wahlkreis Mie 2; er unterlag Masaharu Nakagawa, gewann aber mit einer relativ knappen Niederlage einen LDP-Sitz bei der Verhältniswahl Tōkai.
1990 erhielt Kawasaki als parlamentarischer Staatssekretär (seimujikan) im Postministerium erstmals einen Regierungsposten, in den 1990er Jahren übernahm er unter anderem als stellvertretender Vorsitzender des Komitees für Parlamentsangelegenheiten und Vorsitzender des Ausschusses für regionale Verwaltung (chiho gyōsei) vermehrt Führungspositionen in Partei und Parlament. 1998 wurde er im Kabinett Obuchi erstmals Minister und übernahm das Verkehrsministerium, ab 1999 auch die Behörde für die Entwicklung Hokkaidōs. Während der „Katō-Rebellion“ im Jahr 2000 gehörte er zu den Anhängern Kōichi Katōs und enthielt sich bei dem Misstrauensvotum gegen den Parteivorsitzenden-Premierminister Yoshirō Mori. Moris Nachfolger Koizumi berief Kawasaki 2005 als Minister für Gesundheit, Arbeit und Soziales in sein 3. Kabinett. In dieser Funktion nahm er unter anderem an den Rindfleischgesprächen mit den Vereinigten Staaten über die Aufhebung des Importverbotes für US-Rindfleisch teil, das nach den dortigen BSE-Fällen 2003 verhängt worden und 2005 nur vorübergehend aufgehoben worden war.
Nach dem LDP-Machtverlust 2009 berief der neue Parteivorsitzende Sadakazu Tanigaki Kawasaki als Vorsitzender des Komitees für Parlamentsangelegenheiten in die Parteiführung. Im September 2010 wurde er durch Ichirō Aisawa abgelöst.
Zur Shūgiin-Wahl 2021 trat Kawasaki nicht mehr an.

## Familie
Kawasakis Vater Hideshi war LDP-Abgeordneter der Nachkriegszeit und im 2. Kabinett Hatoyama Gesundheitsminister; sein Großvater Katsu war vor dem Zweiten Weltkrieg Abgeordneter, zuletzt für die Rikken Minseitō, und 1945 Gründungsmitglied der Fortschrittspartei Japans.
Kawasakis ältester Sohn und ehemaliger Sekretär Hideto gewann bei der Shūgiin-Wahl 2021 den Wahlkreis Mie 2 knapp gegen Masaharu Nakagawa (nun KDP).